# Stemona mairei
Stemona mairei är en enhjärtbladig växtart som först beskrevs av Augustin Abel Hector Léveillé, och fick sitt nu gällande namn av Kurt Krause. Stemona mairei ingår i släktet Stemona och familjen Stemonaceae. Inga underarter finns listade.